# Osterland Föhr
Osterland Föhr (auch Osterlandföhr, nordfriesisch: Uasterlun-Feer, dänisch: Østerland-Før) ist eine ehemalige Harde im Osten der Insel Föhr.

## Geschichte
Die Harde Osterland Föhr wurde erstmals 1231 im Waldemar-Erdbuch erwähnt. Zu der Harde gehörten die Dörfer Nieblum (zum größeren Teil), Alkersum, Midlum, Oevenum, Wrixum und Boldixum. Osterland Föhr war Teil des Herzogtums Schleswig, während das westlich gelegene Westerland Föhr, das zusammen mit Amrum die Westerharde bildete, direkt dem Königreich Dänemark unterstand. 1426 gehörte Osterland Föhr zu den Harden, die die Siebenhardenbeliebung abschlossen, in der erstmals nordfriesisches Recht festgehalten wurde. 1435 wurde der Status der beiden Föhrer Harden im Frieden von Vordingborg bestätigt. Erst 1864 änderte sich diese Einteilung, als Dänemark nach dem Deutsch-Dänischen Krieg das Gebiet an Österreich und Preußen abtreten musste und die Harden aufgelöst wurden.
1706 wurde auf dem Gebiet der Harde der Hafenort Wyk auf Föhr als Flecken gegründet und damit aus der Harde herausgelöst.
1867 wurde das Amt Osterlandföhr eingerichtet, das 1970 im Amt Föhr-Land aufging.

## Struktur der Harde
Die Harde wurde von einem Landvogt angeführt, dem zwölf Ratsmänner und eine variierende Zahl von „Rechensleuten“ zur Seite standen. Die Verwaltung in den Dörfern wurde durch Achtmänner vorgenommen. Das Steuersystem war trotz des unterschiedlichen Status ähnlich dem auf Westerland Föhr. Die Abtrennung Wyks von Osterland Föhr soll auf die Unzufriedenheit der Wyker mit den hohen Steuerbelastungen zurückzuführen sein.

## Nachwirkungen
Im Gebiet des damaligen Osterland Föhr ist der Anteil der Fering-Sprecher erheblich niedriger als auf Westerland Föhr.

## Historische Karten

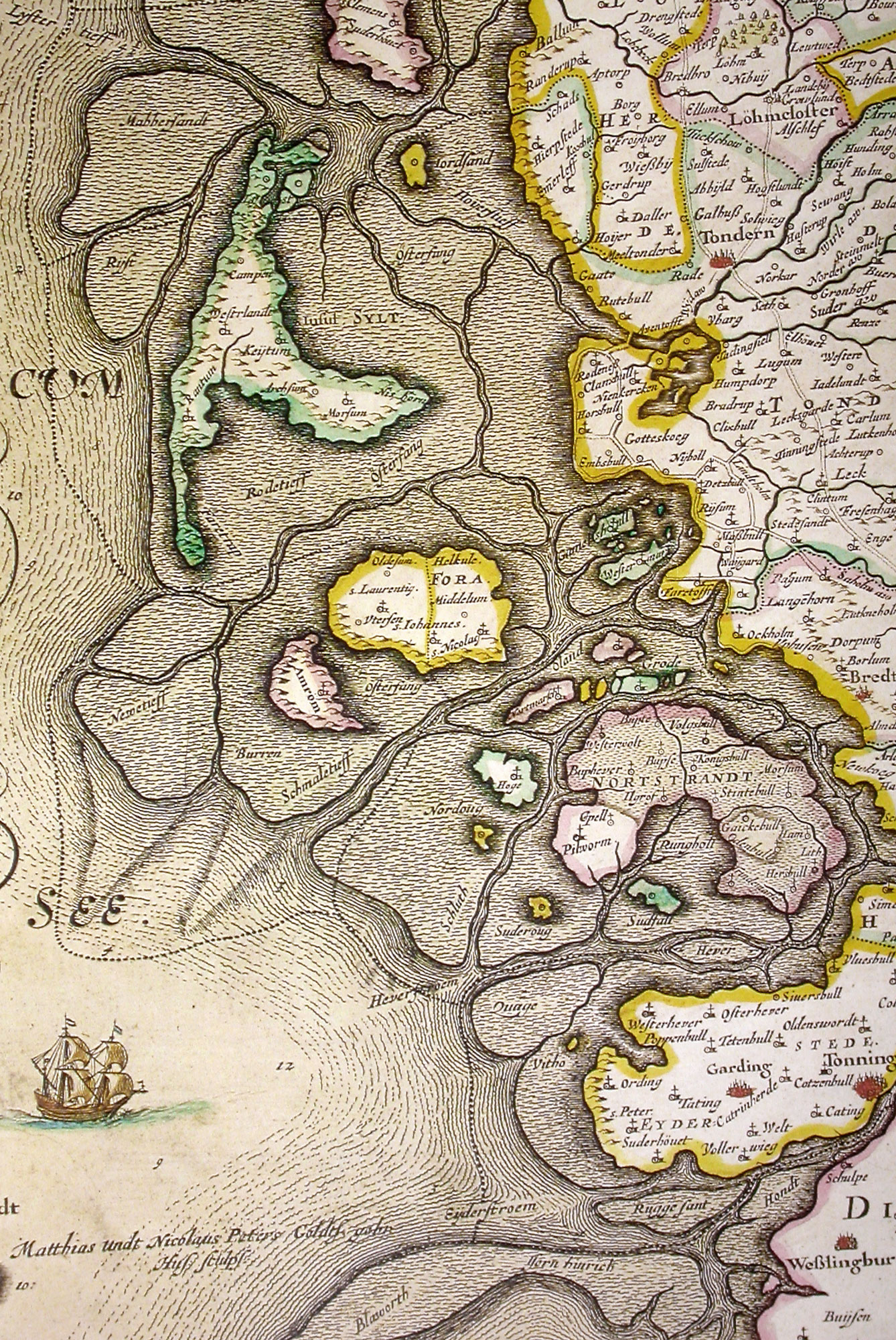
Die Karte von 1652 zeigt die durch Föhr verlaufende Grenze
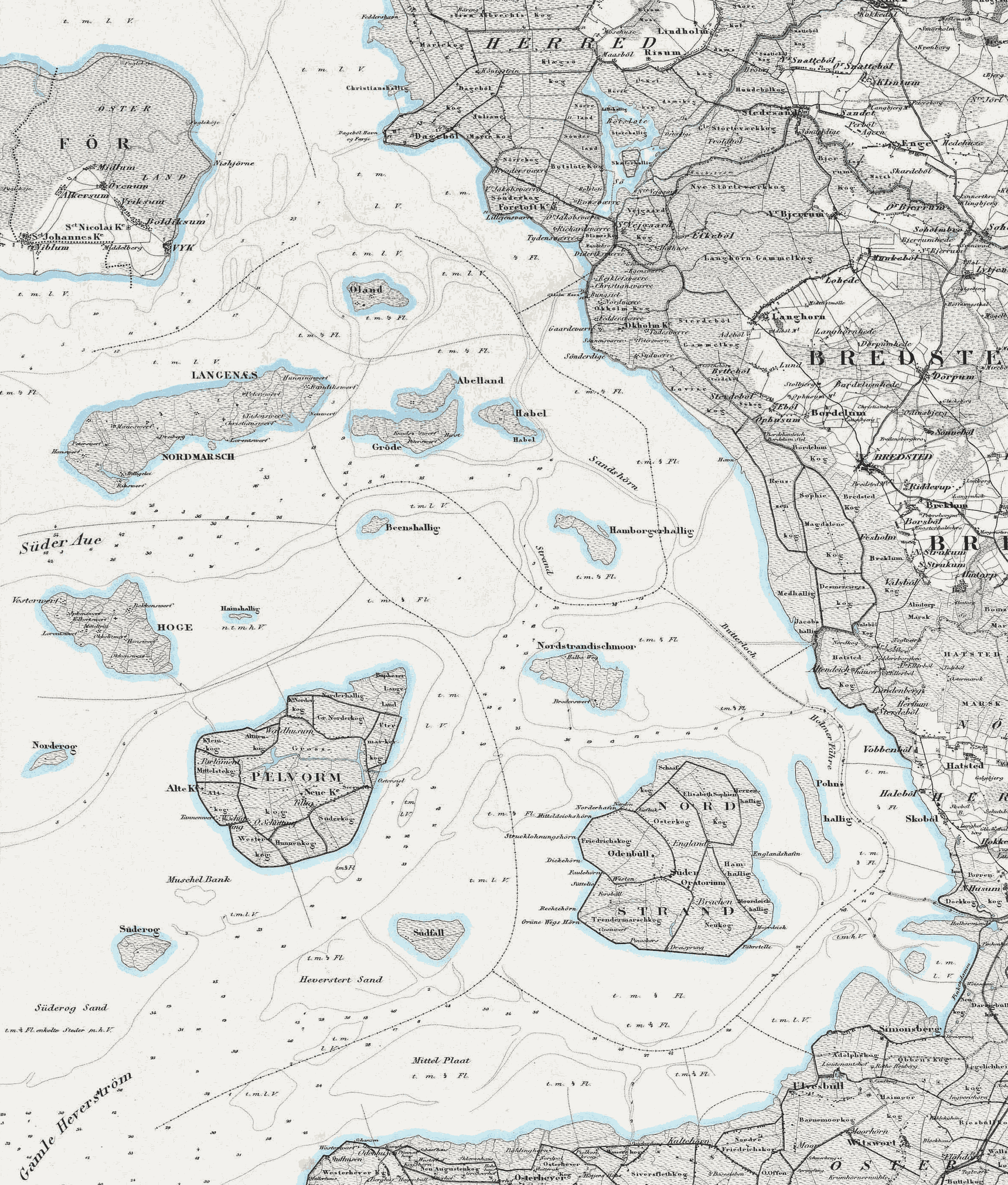
Die Halligen-Karte von 1858 zeigt Osterland Föhr und den genaueren Grenzverlauf zu Westerland Föhr
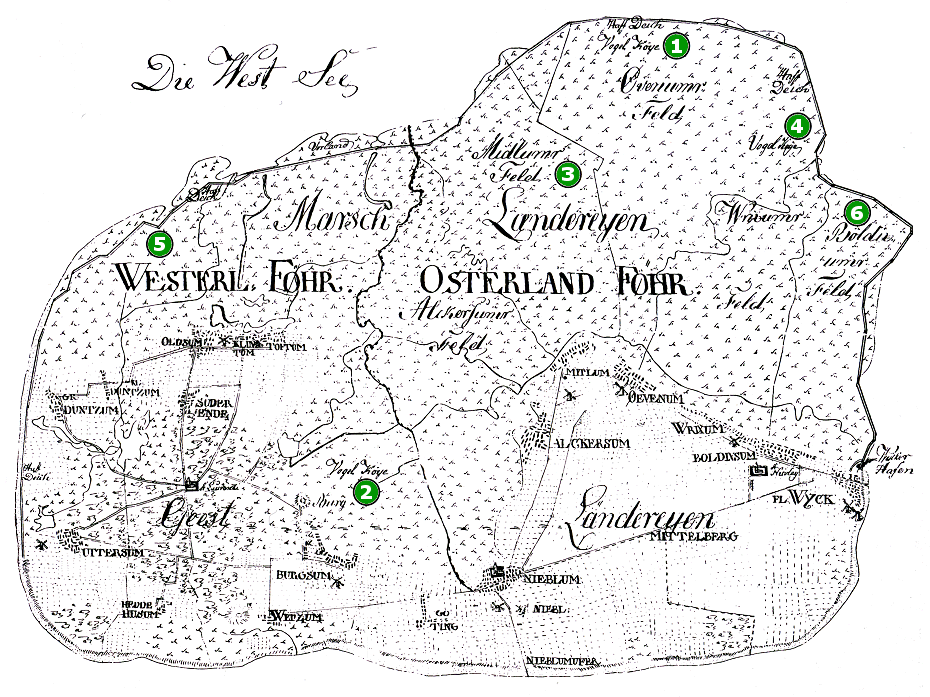
Historische Karte von Föhr mit Teilung der Insel (Stand: zwischen 1792 und 1862)
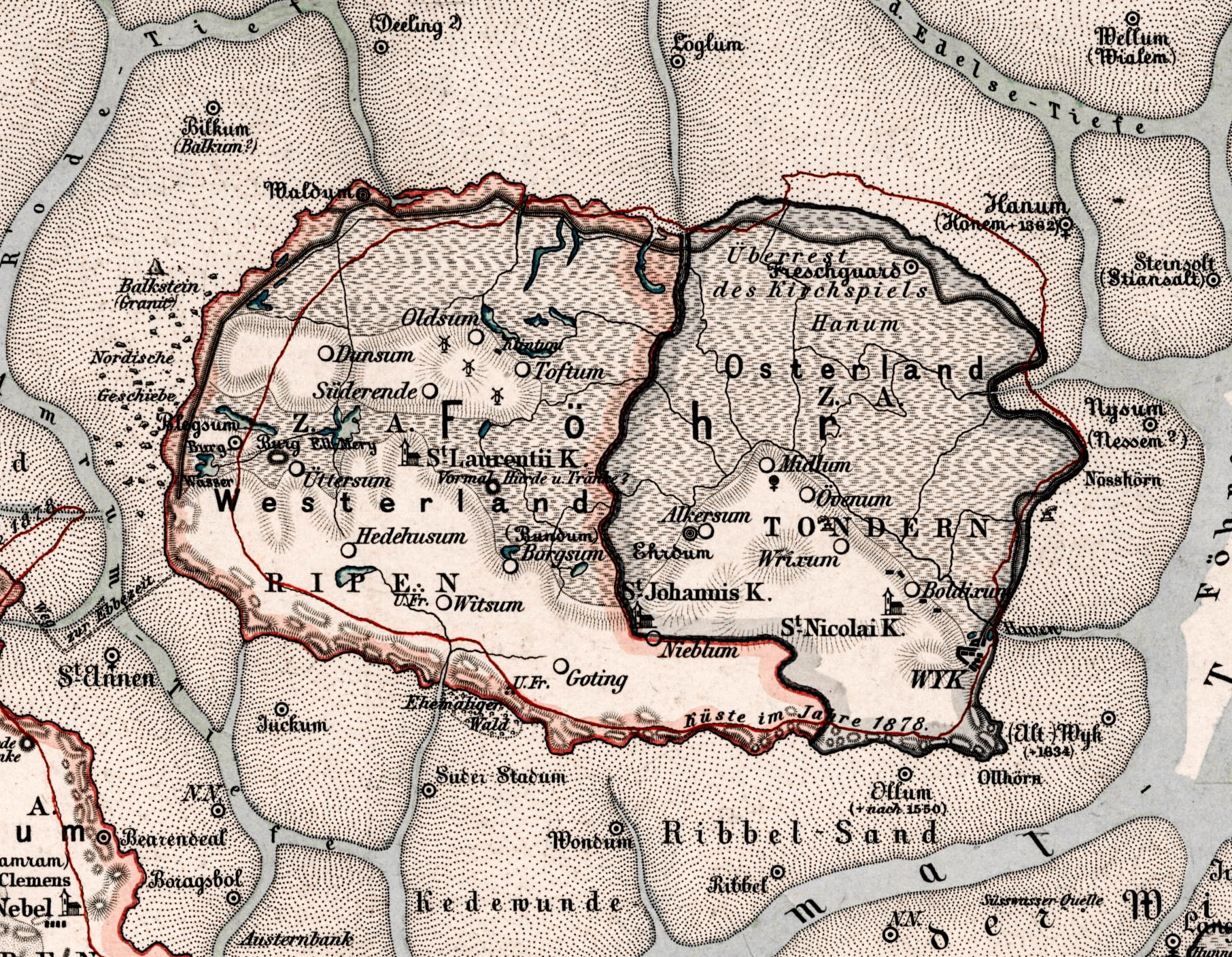
Karte zum Stand von ca. 1643 bis 1648
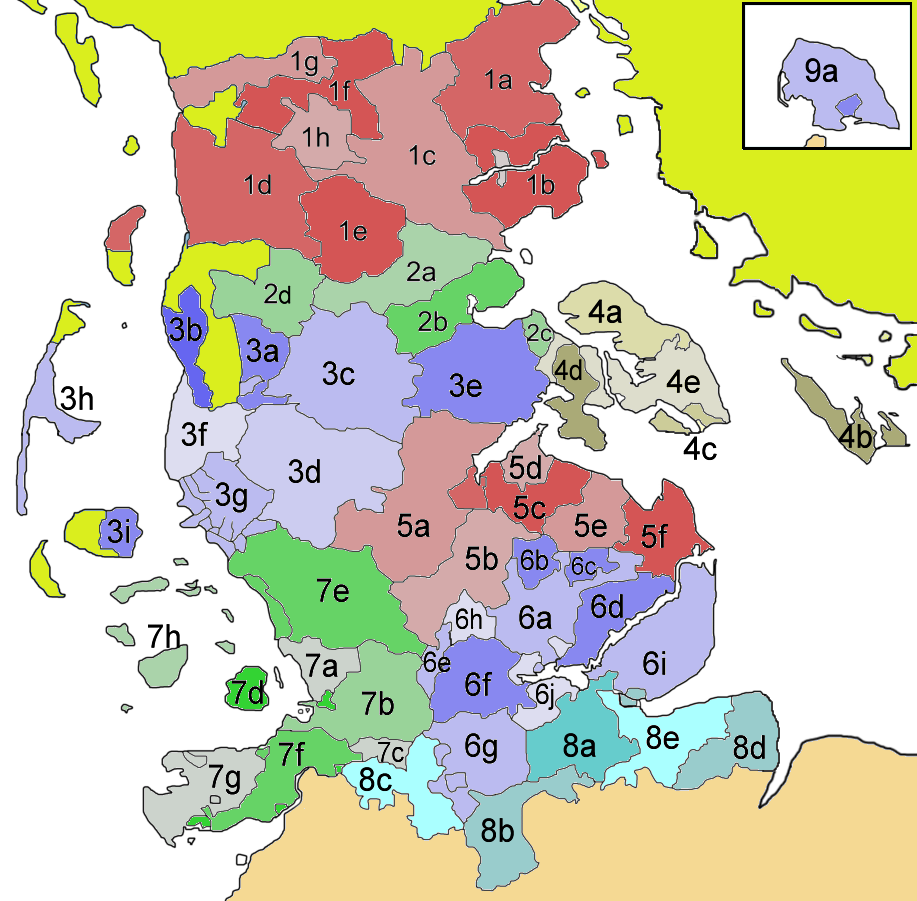
Hardengliederungskarte des Herzogtums Schleswig (Stand vor 1864)
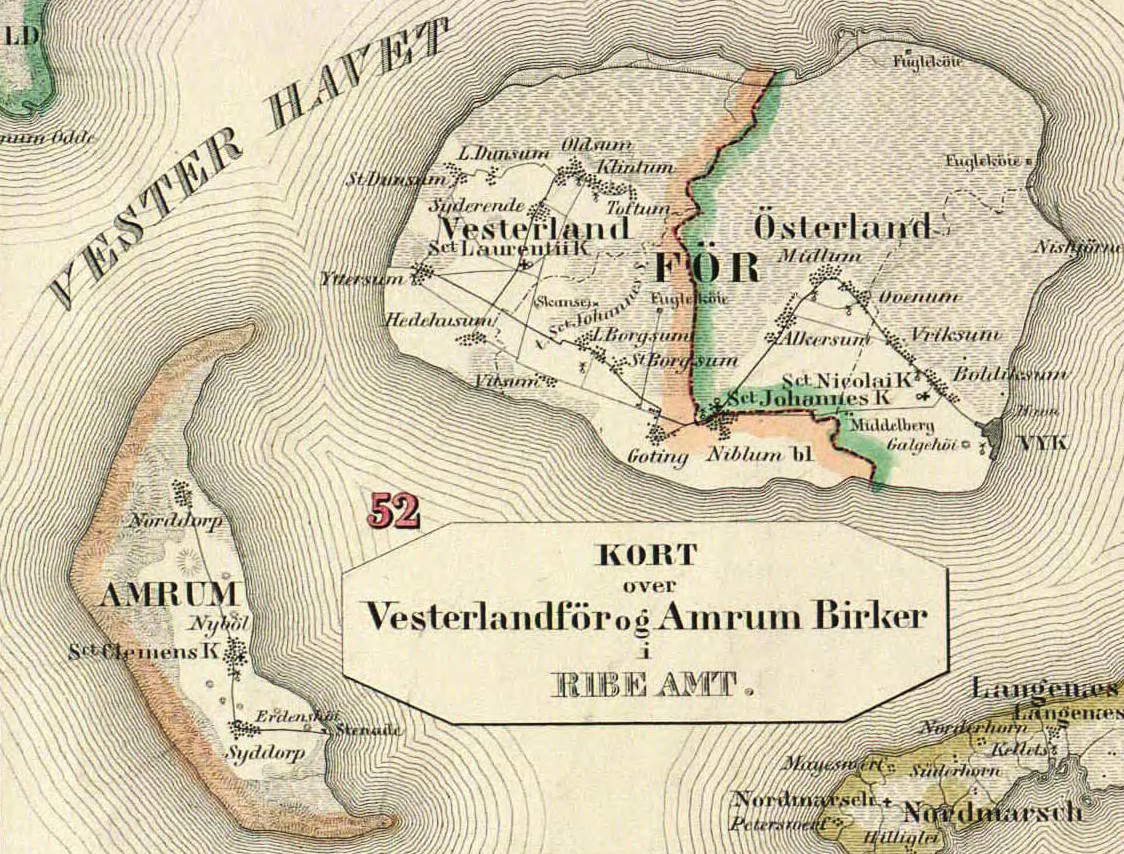
Karte über Osterland und Westerland-Föhr aus der dänischen Zeit bis 1864